# Radisson (Saskatchewan)
Pour les articles homonymes, voir Radisson (homonymie).
Radisson est un village de 505 personnes de la province de la Saskatchewan, au Canada. Elle porte le nom de Pierre-Esprit Radisson (1636–1710), un explorateur français qui a joué un rôle déterminant dans la création de la Compagnie de la Baie d'Hudson. Elle se situe à 62 km au nord-ouest de la ville de Saskatoon et on retrouve dans les environs un site du réseau canadien de radars météorologiques.

## Histoire
Les premiers colons d'origine européenne se sont installés dans la région au début du XIXe siècle. Jarvis Goodrich est considéré comme le premier et a été inscrit au registre foncier en tant que propriétaire d'une vaste zone sur le lac Radisson. Il en vendit des parcelles aux nouveaux arrivants et la colonie se développa sous le nom de Goodrich. Le premier magasin et un bureau de poste ont été ouverts en 1903, à environ trois kilomètres au nord de l'emplacement actuel de l'agglomération, et un deuxième magasin a suivi en 1904.
Au début de 1905, le Canadian Northern Railway acquiert une bande de terrain dans la région pour y étendre sa voie ferrée et une ville. Au printemps de la même année, les plans de la future ville sont faits et la voie ferrée est mise en service la même année. 65 bâtiments avaient été construits à la fin de l'année, dont la gare, un hôtel et le premier silo à grains. La compagnie de chemin de fer a nommé le lieu en l'honneur de Pierre-Esprit Radisson, explorateur et commerçant de fourrures français, abandonnant le nom Goodrich. La fondation officielle a eu lieu en 1906.
Radisson dessert maintenant une zone largement rurale. Il existe différents types de commerces. Les luthériens et les baptistes ont chacun une congrégation, et l'ancienne Église unie du Canada abrite maintenant un petit musée. Il y avait une école jusqu'en 2004, depuis lors, les enfants doivent être emmenés par autobus scolaire à Maymont à 25 kilomètres de là.